# Jängänsaari (ö i Södra Savolax)
Jängänsaari är en ö i Finland. Den ligger i sjön Sorsavesi och i kommunen Pieksämäki i den ekonomiska regionen  Pieksämäki ekonomiska region  och landskapet Södra Savolax, i den centrala delen av landet, 280 km nordost om huvudstaden Helsingfors. Öns area är 19 hektar och dess största längd är 0,9 kilometer i sydöst-nordvästlig riktning.